# Stéphane Guivarc’h
Stéphane Pierre Yves Guivarc’h zwany gajvus fajfus (ur. 6 września 1970 w Concarneau) – francuski piłkarz występujący na pozycji napastnika, obecnie trener piłkarski. Z reprezentacją Francji zdobył tytuł Mistrzów Świata 1998 pod wodzą Aimé Jacqueta.

## Kariera klubowa
Swoją karierę klubową Guivarc’h zaczynał w rodzinnej Bretanii, w klubie Stade Brestois z Brestu w 1989 roku. Tam grał do 1991, kiedy to przeniósł się do EA Guingamp. W klubach tych występował w niższych ligach, także w Ligue 2. W 1995 roku przeniósł się do jednego z czołowych klubów Ligue 1, AJ Auxerre, z którym zdobył w 1996 mistrzostwo Francji oraz Puchar Francji. Występował również w Pucharze UEFA. Sezon 1996/1997 Guivarc’h spędził w Stade Rennais, gdzie został królem strzelców Ligue 1. Wyczyn ten powtórzył sezon później, ale już po powrocie do AJ Auxerre. W 1998 wyjechał do Anglii, aby grać klubie Premier League Newcastle United. Tam jednak nie zrobił wielkiej kariery, zagrał jedynie w 4 meczach i zdobył 1 bramkę. Szybko został sprzedany do Rangers F.C. W Scottish Premier League zagrał 14 razy (5 goli) i zdobył z klubem mistrzostwo kraju oraz Puchar Ligi. W 1999 wrócił do swojego byłego klubu AJ Auxerre. Karierę zakończył w EA Guingamp w Ligue 1. Ogółem rozegrał w 1. lidze Francji 160 meczów i zdobył 71 bramek. Po zakończeniu kariery klubowej Guivarc'h znalazł pracę w sztabie szkoleniowym klubu z Guingamp.

## Kariera reprezentacyjna
11 października 1997 roku Guivarc’h został powołany przez Aimé Jacqueta do reprezentacji Francji na mecz z Republiką Południowej Afryki. W debiucie (2:1) zdobył jedną z bramek. Król strzelców Ligue 1 znalazł się również w kadrze na Mistrzostwa Świata 1998, na których rozegrał 6 meczów. Wystąpił również w finale z Brazylią (3:0). Mistrzostwo Świata jest największym osiągnięciem Guivarc’ha, który jednak nie zyskał aprobaty u następcy Jacqueta Rogera Lemerre'a i ostatni mecz w kadrze rozegrał w 1999 roku. Jego bilans w reprezentacji Francji to 14 meczów i 1 gol.